# Table basse Noguchi

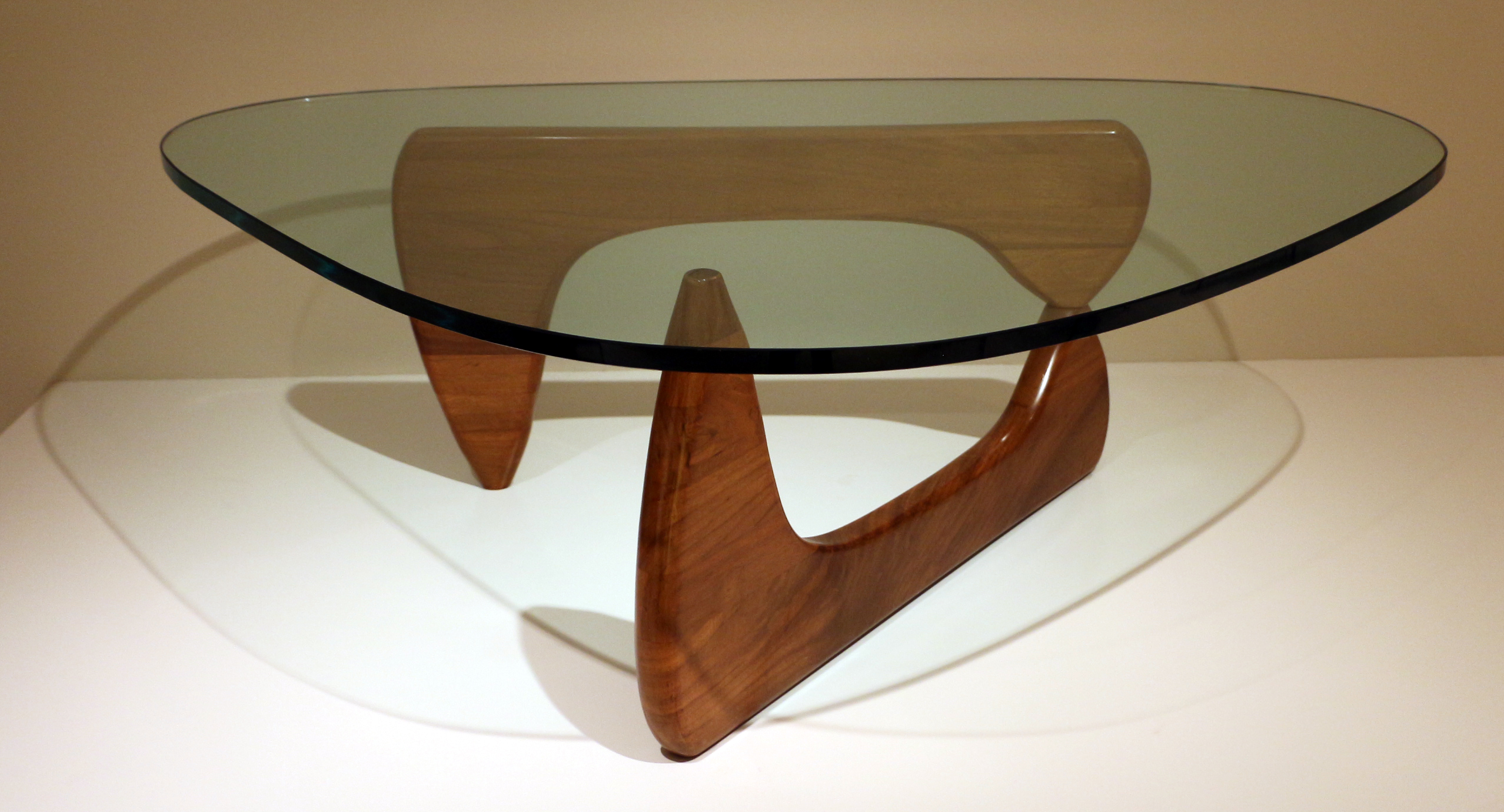
Table basse Nogushi au Musée d'Art d'Indianapolis.

La table basse Noguchi, (en anglais : Noguchi coffee table) est une pièce de mobilier moderniste produite au milieu du XXe siècle. Présentée par Herman Miller en 1947, elle a été conçue aux États-Unis par l'artiste et designer américano-japonais Isamu Noguchi. La table Noguchi comprend une base en bois composée de deux pièces de bois courbes identiques, et un plateau en verre.

## Historique
La table Noguchi représente une évolution d'un modèle en bois de rose et verre conçu par Nogushi en 1939 pour A. Conger Goodyear, président du Musée d'Art Moderne de New York.  L'équipe de conception d' Herman Miller a été tellement impressionnée par l'aspect biomorphique de  la table qu'elle a  recruté Noguchi pour concevoir une table similaire avec une base sculpturale et  un plateau en verre pour une utilisation dans des résidences ou des bureaux. 
Le catalogue de 1947 d’Herman Miller décrit la table basse Noguchi comme  une «sculpture utile» . La base sculptée en noyer massif se composait de deux parties identiques; une partie est inversée et reliée à l'autre par un pivot, une base apparaît  ainsi dont la "forme se déroule en douceur ce qui est rarement le cas pour une pièce de mobilier".
La base a été produite à l'origine en noyer, bouleau, et  cerisier; elle a ensuite été offerte en noyer ébonisé . Les bases en cerisier n’ont été produites que la première année et sont aujourd’hui très recherchées. Les  bases en bouleau ont été abandonnées après 1954. À partir de 2016, la table est disponible dans diverses options; en noyer ébonisé, frêne blanc et cerisier naturel. 
Le plateau initialement conçu était une lourde plaque de verre de 22 mm d’épaisseur . En 1965, son épaisseur a été réduite à 19 mm, et la hauteur de la base augmentée ce qui  fait passer la hauteur totale de la table de 380 mm à 400 mm. 
Depuis la fin des années 1980, des broches d'indexation ont été installées sur la tige du pivot avec des fentes correspondantes fraisées de sorte que les deux éléments soient parfaitement configurés à un angle de 52 degrés pour une esthétique et une stabilité maximale.

## Production
La table Noguchi est devenue l'un des modèles les plus emblématiques d’Herman Miller. Lorsque la production a cessé en 1973, la pièce est devenue instantanément objet de collection.
En 1980 Herman Miller réédite la table dans une édition limitée d'environ 480 tables. 
La table a été présentée de nouveau en 1984 dans la ligne "Herman Miller Classics", et est toujours en production depuis. 
En dépit de leur statut de «classiques modernes», les  tables Noguchi sont largement disponibles et relativement abordables. Ceci en raison du fait qu'elles ont été  en production quasi constante depuis 1947. En outre, la table est très solide , la base peut être éraflée mais  ne se fissure presque jamais. La surface du plateau peut se rayer mais ce plateau est si lourd, qu’il se casse rarement. La table peut supporter un grand poids sans dommage.  Les premières tables se reconnaissent facilement par leur plateau plus épais, mais ne priment pas sur les modèles actuels  plus légers et plus faciles à manipuler . Les premières versions en bouleau sont rares mais seules les tables de 1947 en cerisier sont vraiment rares et peuvent atteindre des prix très élevés .
Deux tables Noguchi, l'une en bouleau naturel et l’autre en bouleau ébonisé, font partie de la collection du Musée d'Art Moderne de New York.
Une table Noguchi en bouleau ébonisé est également  exposée au musée Henry Ford à Dearborn, Michigan.